# Ashraf Amaya
Ashraf Omar Amaya (Oak Park, 23 novembre 1971) è un ex cestista statunitense, professionista nella NBA e in Europa.

## Carriera
Con gli Stati Uniti ha disputato i Campionati mondiali del 1998.

## Palmarès
- Coppa Saporta: 1

Maroussi Atene: 2000-01
- CBA: 1

Dakota Wizards: 2004